# سهمبانو
سهمبانو (به لاتین: Sahambano) یک منطقهٔ مسکونی در ماداگاسکار است که در ناحیه ایووهیبه واقع شده‌است.
 سهمبانو  ۶٬۰۰۰ نفر جمعیت دارد و ۶۸۷ متر بالاتر از سطح دریا واقع شده‌است.